# Wertpapierleihe
Die Wertpapierleihe (oder: Wertpapier-Darlehen; bei Aktien auch Aktienleihe oder selten auch Aktiendarlehen) ist im Finanzwesen eine Art des Sachdarlehensvertrags, bei dem vom Wertpapier-Darlehensgeber Wertpapiere an einen Wertpapier-Darlehensnehmer gegen eine marktgerechte Gebühr mit der Maßgabe übertragen werden, dass der Darlehensnehmer dem Darlehensgeber Wertpapiere von gleicher Art, Güte und Menge am Ende der Laufzeit zurückzuerstatten hat.

## Allgemeines
Das Wort „Wertpapierleihe“ ist irreführend, weil der Leihvertrag für den Entleiher unentgeltlich ist und außerdem dieselben Sachen zurückgegeben werden müssen (§§ 598 BGB, § 604 BGB). In diese Kategorie umgangssprachlicher Fehlbenennung gehören auch Autoverleih, Leihbibliothek oder Pfandleihe, die ebenfalls nicht unentgeltlich sind. Die Finanzinnovation der Wertpapierleihe gibt es in Deutschland seit Juli 1990.
Die obige Legaldefinition für die Wertpapierleihe ergibt sich aus § 200 KAGB („Wertpapier-Darlehen“) und entspricht der Legaldefinition für das Sachdarlehen des § 607 Abs. 1 BGB. Damit ist die Wertpapierleihe eine Unterform des Sachdarlehens. Beide setzen voraus, dass vertretbare Sachen wie Wertpapiere darlehensweise für eine bestimmte Laufzeit gegen Entgelt befristet überlassen werden. Da es sich um vertretbare Sachen handelt, müssen nicht dieselben Wertpapiere zurückgegeben werden.

## Inhalt
Vertragsparteien sind der Darlehensgeber („Verleiher“), der dem Darlehensnehmer ein bestimmtes Wertpapier (genauer: Effekten: Aktien und Anleihen) befristet überlässt. Der Darlehensnehmer („Entleiher“) wird Eigentümer, der Darlehensgeber wird mittelbarer Besitzer. Da am Ende der Laufzeit Wertpapiere von gleicher Art, Güte und Menge zurückzugeben sind (Gattungsschuld), muss der Darlehensnehmer keinen Kaufpreis entrichten. Die Wertpapierleihe räumt dem Entleiher das – mit dem Eigentum an den Wertpapieren verbundene – Recht ein, während der Laufzeit den Kapitalertrag (Dividenden, Kuponzinsen) zu vereinnahmen und sonstige Rechte (Bezugsrecht, Stimmrecht bei Aktien) wahrzunehmen. Die Höhe der Gebühr richtet sich nach der Marktentwicklung für die vereinbarte Laufzeit und dem Marktwert der Finanzierungstitel am Tag der Überlassung bis zum Fälligkeitstag.

## Arten
Generell wird unterschieden:
- Automatische Wertpapierleihe: Sie wird von Clearing-Häusern (wie Clearstream oder Euroclear), Betreibern oder Zentralstellen von Gironetzen (Deutsche Bundesbank, Europäische Zentralbank) als Kreditsicherheit für die Absicherung des Zahlungsrisikos aus Übernachtkrediten vorgenommen.[5]
- Gelegentliche Wertpapierleihe: Ein Kreditinstitut oder institutioneller Anleger (Pensionskassen, Versicherer) tritt als Entleiher auf und kontaktiert im Rahmen von Einzelgeschäften den Verleiher. Dies kann zu Verzögerungen oder dem Nichtabschluss eines Wertpapierdarlehens führen, wenn der Entleiher die entsprechenden Wertpapiere inzwischen anderweitig erhalten hat.[6]

Die automatische Wertpapierleihe ist in einem Rahmenvertrag geregelt, die gelegentliche muss in Einzelverträgen vereinbart werden, die aber auch einem Rahmenvertrag unterworfen werden können.

## Markt für Wertpapierleihen
Wertpapierleihe zur Optimierung der Rendite
Institutionelle Anleger und Investmentgesellschaften mit großen Portfolios können durch den Verleih ihrer Wertpapiere an Banken gegen Gebühr ihre Rendite verbessern und ihre Depotgebühren senken.
Wertpapierleihe für Leerverkäufe und Lieferschwierigkeiten
Wertpapierleihen werden genutzt, den bei Leerverkäufen entstehenden Lieferverpflichtungen nachzukommen. Bei einem Weiterverkauf gerade erworbener Wertpapiere können Leihgeschäfte verwendet werden, um Unterschiede in der Valuta oder Lieferschwierigkeiten des ursprünglichen Verkäufers zu überbrücken.
Wertpapierleihe zur Refinanzierung
Wertpapiere der Wertpapierleihe können auch der Refinanzierung dienen. So ist die Wertpapierleihe besonders im Rentenmarkt eine weit verbreitete Praxis, dank der sich Marktteilnehmer durch den Verkauf geborgter Titel Liquidität beschaffen können. Statt die geborgten Titel im Markt zu verkaufen, können diese auch für Liquiditätsaufnahmen bei Zentralbanken im Rahmen von Offenmarktgeschäften oder im Repomarkt eingesetzt werden.
Erhält der Verleiher für die entliehenen Wertpapiere eine Barsicherheit, stellt dies für ihn eine Liquiditätsbeschaffung dar. Wirtschaftlich sind eine besicherte Leihe und ein Wertpapierpensionsgeschäft kaum zu unterscheiden.
Wertpapierleihe als Instrument zur Steuervermeidung
Da zum Beispiel Banken nicht der Steuerbefreiung für Dividenden gem. § 8b KStG unterliegen, war die Verleihung von Wertpapieren an begünstigte Unternehmen eine leichte Methode, um Steuern zu vermeiden. Der Entleiher bekam die zu 95 % steuerfreie Dividende und bezahlte im Gegenzug eine Leihgebühr an die Bank, die seine Steuerlast minderte. Der Vorteil für die Bank war, dass die Leihgebühr etwas höher war als die Dividende.
Dieses Modell wurde durch § 8b Abs. 10 KStG ab dem Jahr 2007 abgeschafft. Die Leihgebühr ist für den Entleiher keine Betriebsausgabe mehr, wodurch sich keine Gesamtsteuerersparnis mehr ergibt.
Wertpapierleihe bei Kapitalerhöhungen
Besonders auch bei Kapitalerhöhungen wird oft auf das Instrument der Wertpapierleihe zurückgegriffen. Da Junge Aktien zunächst im entsprechenden Registergericht eingetragen werden müssen und bis zu dieser Eintragung letztendlich eine Restunsicherheit besteht, dass diese nicht erfolgt oder sich verzögert, werden oft zunächst entsprechend geliehene Aktien als „junge Aktien“ emittiert, obwohl sie im eigentlichen Sinne alte Aktien sind und die eigentlichen jungen Aktien, sobald diese zugelassen wurden, der verleihenden Partei als Rückzahlung zugeteilt werden.
Da jeder Zulassungsantrag junger Aktien eine entsprechende Veröffentlichung voraussetzt, es aus taktischen Gründen jedoch oft nicht erwünscht ist, die Öffentlichkeit schon Tage vorher über den genauen Zeitpunkt der Kapitalerhöhung zu informieren, ist der Umweg über die Wertpapierleihe eine oft gewählte Variante, die Kapitalerhöhung erst unmittelbar vor deren Termin definitiv anzukündigen.
Durch das neue FRUG wurden die Veröffentlichungspflichten diesbezüglich ein wenig gelockert, so dass Kapitalerhöhungen mittlerweile bei Kapitalerhöhungen bis 10 % erst nach der Eintragung erfolgen können.

## Bilanzierung
Deutschland
Die Wertpapierleihe ist als Finanzinnovation in Bilanz- und Steuergesetzen nicht ausdrücklich vorgesehen. Die Frage der Bilanzierung war deshalb für lange Zeit umstritten.
Im Handelsrecht wurde zunächst davon ausgegangen, dass das Kursrisiko (Gewinnchance oder Verlustgefahr) aus dem verliehenen Wertpapier beim Verleiher bleiben und deshalb von diesem weiter bilanziert werden müsse. Der Verleiher sei Risikoträger.
Dagegen befürworten die Finanzverwaltung und Teile der Fachliteratur eine wirtschaftliche Betrachtungsweise, wonach das wirtschaftliche Eigentum auf den Entleiher übergeht und deshalb die Wertpapiere von diesem zu bilanzieren sind. Denn er kann während der Wertpapierleihe über die Papiere uneingeschränkt verfügen durch Weiterverkauf, Wertpapierleihe oder Verpfändung. Damit sind die Voraussetzungen des wirtschaftlichen Eigentums aus § 39 Abs. 1 AO erfüllt. Diese Auffassung wird gestützt durch § 246 Abs. 1 Satz 2 HGB. Ist danach ein nicht dem Eigentümer (Verleiher) gehörender Vermögensgegenstand einem anderen (Entleiher) wirtschaftlich zuzurechnen, so hat dieser ihn in seiner Bilanz auszuweisen.
Folgt man dem Dogma des wirtschaftlichen Eigentums, muss der Verleiher am Tag der Wertpapierleihe diese Wertpapiere zum Buchwert aus seiner Bilanz ausbuchen und gleichzeitig in gleicher Hohe eine Forderung aus dem Rückübertragungsanspruch gegen den Entleiher einbuchen. Dieser Aktivtausch ist erfolgs- und liquiditätsneutral. Beim Entleiher erfolgen korrespondierende Buchungen, nämlich die Aktivierung als Bilanzposition „Wertpapiere“ bei gleichzeitiger Passivierung als „Verbindlichkeit aus Rückgabeverpflichtungen“, was eine Bilanzverlängerung darstellt.
Der Bundesfinanzhof (BFH) klärte diese Rechtsfrage abschließend im September 2021. Trägt bei einem Wertpapierdarlehen der Darlehensnehmer die Kurschancen und -risiken der überlassenen Wertpapiere, so spricht dies gegen einen Verbleib des wirtschaftlichen Eigentums beim Darlehensgeber. Im Urteil stellte er gleichzeitig fest, dass die an die Stelle der darlehensweise ausgereichten Wertpapiere getretene Rückübertragungsforderung vom Darlehensgeber erfolgsneutral mit dem Buchwert der Wertpapiere zu aktivieren ist. Teilwertabschreibungen auf die Rückübertragungsforderung dürfen nicht gemäß § 8b Abs. 3 Satz 3 KStG außerbilanziell neutralisiert werden. Der BFH berief sich im Urteil unter anderem auf seine Definition, wonach es sich bei einem „Wertpapierdarlehen (umgangssprachlich auch als „Wertpapierleihe“ bezeichnet) zivilrechtlich um einen Sachdarlehensvertrag (handelt), aufgrund dessen der Darlehensgeber verpflichtet wird, dem Darlehensnehmer das Eigentum an den Wertpapieren zu übertragen. Der Darlehensnehmer wiederum wird verpflichtet, nach Ablauf der Vertragslaufzeit nicht dieselben, sondern Papiere gleicher Art, Güte und Menge zurück zu übereignen“.
International
Die IFRS gehen nach IAS 39 bei der Wertpapierleihe (englisch securities lending) nicht von einer wirtschaftlichen Betrachtungsweise (englisch substance over form) aus. Sie schreiben vielmehr in IAS 39.AG 40(b), IAS.39.AG51(a) und IAS.39.AG51(b) vor, dass die Wertpapiere weiterhin in der Bilanz des Verleihers auszuweisen sind, weil er die Papiere wieder zurück erhält und dadurch zum Zeitpunkt der Rückübertragung dem Risiko einer Wertminderung oder Wertsteigerung ausgesetzt ist. Korrespondierend bilanziert der Entleiher die Wertpapiere zunächst nicht (IAS.39.AG50), sondern erst, wenn er sie weiterveräußert. Dann hat er gemäß IAS 39.37(b) den Veräußerungserlös und die Rückübertragungsverpflichtung zum Fair Value zu bilanzieren. Unternehmen, die ihren Jahresabschluss (auch) nach IFRS erstellen, müssen sich nach diesen – dem deutschen Handelsrecht entgegengesetzten – Regeln richten.

## Wirtschaftliche Aspekte
Als Verleiher treten Unternehmen mit großem Wertpapierbestand auf (Banken, Großaktionäre, Investmentfonds, Pensionskassen, Versicherer), deren Motiv darin besteht, ihre Renditen durch Leihgebühren zu erhöhen und Outperformance zu betreiben. Gleichzeitig tritt eine Kostensenkung ein, weil der Verleiher keine Depotgebühr für die verliehenen Wertpapiere mehr entrichten muss. Der Entleiher erhält Wertpapiere, die möglicherweise anderweitig (etwa durch Kassageschäft) nicht erworben werden können (Geldkurs). Damit verbunden ist beim Entleiher die Möglichkeit, die entliehenen Wertpapiere zur Erfüllung eines Leerverkaufs zu verwenden. Weiteres Motiv könnte sein, dass der Entleiher mit steigenden Wertpapierkursen rechnet und trotzdem in den Genuss des Kapitalertrags kommen möchte. Der Verleiher trägt ein mit dem Kreditrisiko vergleichbares Erfüllungsrisiko, dass der Entleiher die Wertpapiere am Fälligkeitstag nicht zurückgeben kann oder will. Außerdem ist dem Verleiher das Emittentenrisiko zuzurechnen.

## Abgrenzung
Während mit der Wertpapierleihe keine Liquiditätswirkung verbunden ist, muss für den Abschluss von echten Wertpapierpensionsgeschäften und Pensionsgeschäften Liquidität eingesetzt werden. Beim „Sell/Buy-Back“ liegt ein Swapgeschäft in der Form der Kombination eines Kassaverkaufs mit einem Terminverkauf vor.